# Iurie Priganiuc
Iurie Priganiuc (n. 23 octombrie 1978) este un fost fotbalist din Republica Moldova, care juca pe postul de fundaș sau mijlocaș. În anii 2000–2005 Iurie Priganiuc a jucat 26 de meciuri pentru echipa națională de fotbal a Moldovei.